# Amanda Jenssen

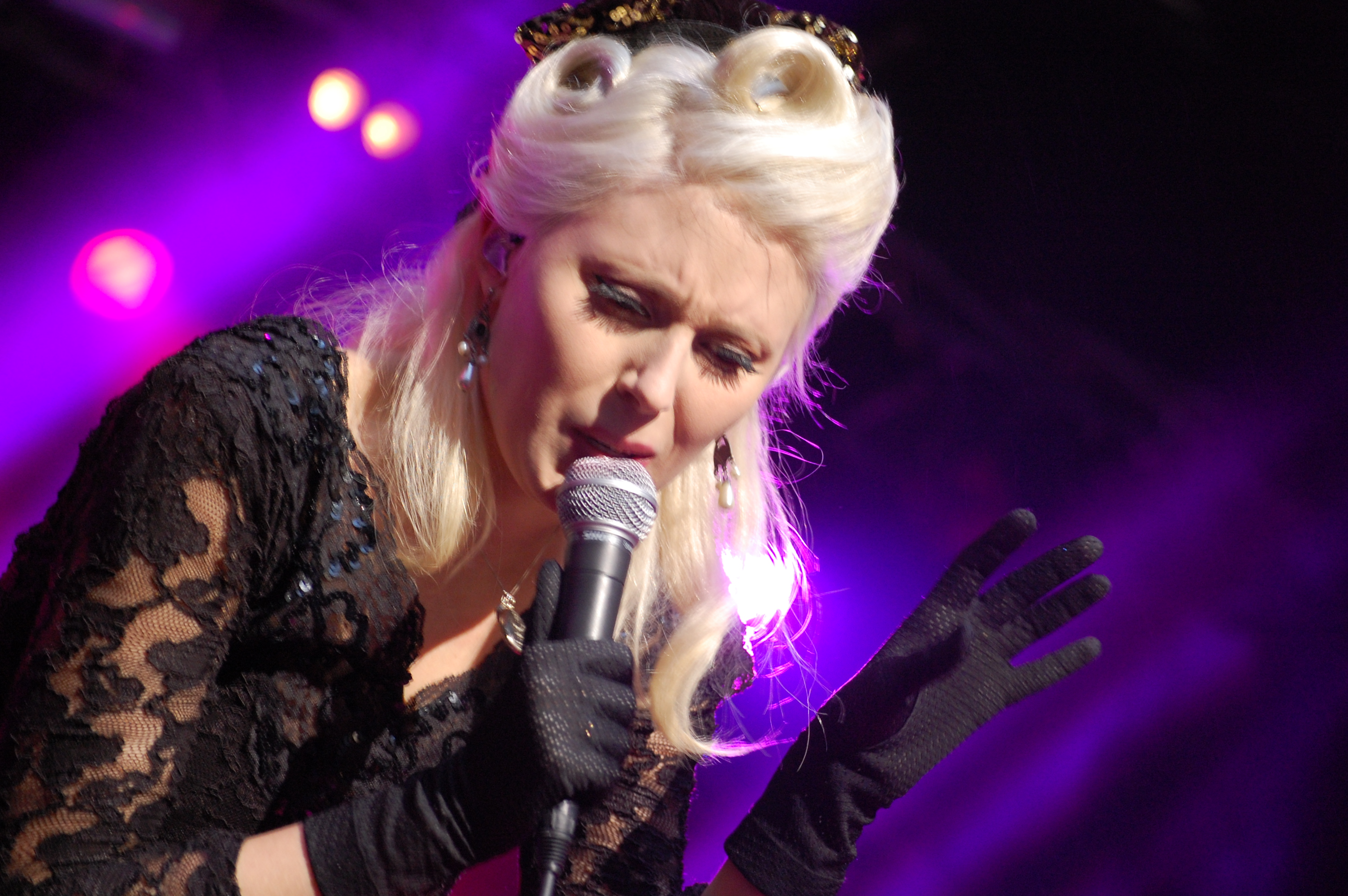
Jenssen 2010.

Amanda Jenssen, egentligen Jenny Amanda Katarina Bengtsson, född 12 september 1988 i Lund, är en svensk sångare, musiker och låtskrivare.

## Biografi
Jenssen är dotter till Halvard Jenssen och Katy Bengtsson. Hon ingick tidigare i bandet Oh Hollie Neverdays och spelade med sin pappa i bandet Amandas & the Papas. Jenssen blev bekant för svenska folket efter sin andraplacering i talangjaktsprogrammet Idol 2007. Jenssen mötte Marie Picasso i finalen den 7 december 2007. Jenssen erhöll 48,7% av tittarnas röster.
Den 3 januari 2008 meddelade Jenssen att hon hade tecknat ett skivkontrakt. Hennes första singel, "Do You Love Me?", släpptes i butik den 23 januari. Påföljande singel, "Amarula Tree" (skriven av Jenssen och Pär Wiksten), gavs ut den 16 april. Debutalbumet, Killing My Darlings, släpptes den 7 maj 2008. Tre av de elva låtarna är skrivna av andra låtskrivare, bland andra Vincent Pontare och Marit Bergman. Fyra av låtarna är skrivna av Jenssen själv och fyra av låtarna har hon skrivit tillsammans med Pär Wiksten.
Under sommaren och hösten 2008 turnerade Jenssen uppbackad av medlemmar ur Damn! och av Pär Wiksten och blev utsedd av Aftonbladet till sommarens turnédrottning. Grammis och P3 Guld-nomineringar följde, och den 22 januari 2009 vann hon två priser på Rockbjörnen som Årets kvinnliga artist och som Årets nykomling. Hon vann också ett pris på Gaygalan som årets artist. Under 2009 fortsatte hon samarbetet med Pär Wiksten. De spelade tillsammans under sommaren och hösten in uppföljaren till Killing My Darlings – Happyland. Första singeln med samma namn, "Happyland", släpptes den 28 september och rusade direkt upp i topp på listorna: Itunes (1:a), singellistan & digilistan (högsta nykomling respektive 3:a).
Jenssen har också samarbetat med andra musiker som Miss Li (i duetten "Bourgeois Shangri-La", som uppmärksammades internationellt i en reklamfilm för Ipod Nano), John ME (i duetten "Love is My Drug" på P3 Guld-galan) och Elina Nelson.
Jenssen vann två Grammispriser 2010: för Årets kvinnliga artist samt för Årets kompositör (tillsammans med Pär Wiksten). Hon sommarpratade i radioprogrammet Sommar på Sveriges Radio P1 2010.
Jenssens tredje studioalbum, Hymns for the Haunted, släpptes i november 2012.
Den 1 juli 2014 var Jenssen förband till The Rolling Stones på Tele2 Arena i Stockholm. Hon var en av artisterna i TV-programmet Så mycket bättre hösten 2014.
Jenssen tilldelades Ulla Billquist-stipendiet 2015.
Hösten 2024 släpper hon ny musik och gör en turné i Sverige.

## Diskografi

### Singlar
- 17 januari 2008: "Do You Love Me?" (#1)
- 16 april 2008: "Amarula Tree"
- 26 augusti 2008: "For the Sun"
- 12 december 2008: "Another Christmas"
- 16 december 2008: "Greetings From Space"
- 28 september 2009: "Happyland"
- 14 februari 2012: "Dry My Soul"
- 17 oktober 2012: "Ghost"
- 6 november 2013: "Christmas Fool"

### Album
| År   | Albumdetaljer                                                                                             | Bästa listplacering | Bästa listplacering | Bästa listplacering | Bästa listplacering | Certifiering       |
| År   | Albumdetaljer                                                                                             | SWE                 | AUT                 | GER                 | SCH                 | Certifiering       |
| ---- | --- | ------------------- | ------------------- | ------------------- | ------------------- | ------------------ |
| 2008 | Killing My Darlings - Release: 7 maj 2008 - Skivbolag: Epic - Format: CD, digital nedladdning             | 1                   | -                   | -                   | -                   | - SWE: Platina     |
| 2009 | Happyland - Release: 28 oktober 2009 - Skivbolag: Epic - Format: CD, digital nedladdning, LP              | 3                   | 55                  | 43                  | 68                  | - SWE: 2 x Platina |
| 2012 | Hymns for the Haunted - Release: 14 november 2012 - Skivbolag: Sony - Format: CD, digital nedladdning, LP | 2                   | -                   | -                   | -                   | - SWE: Guld        |

### Medverkan på samlingar
- 21 november 2007: Det bästa från Idol 2007